# Thomas Einwaller

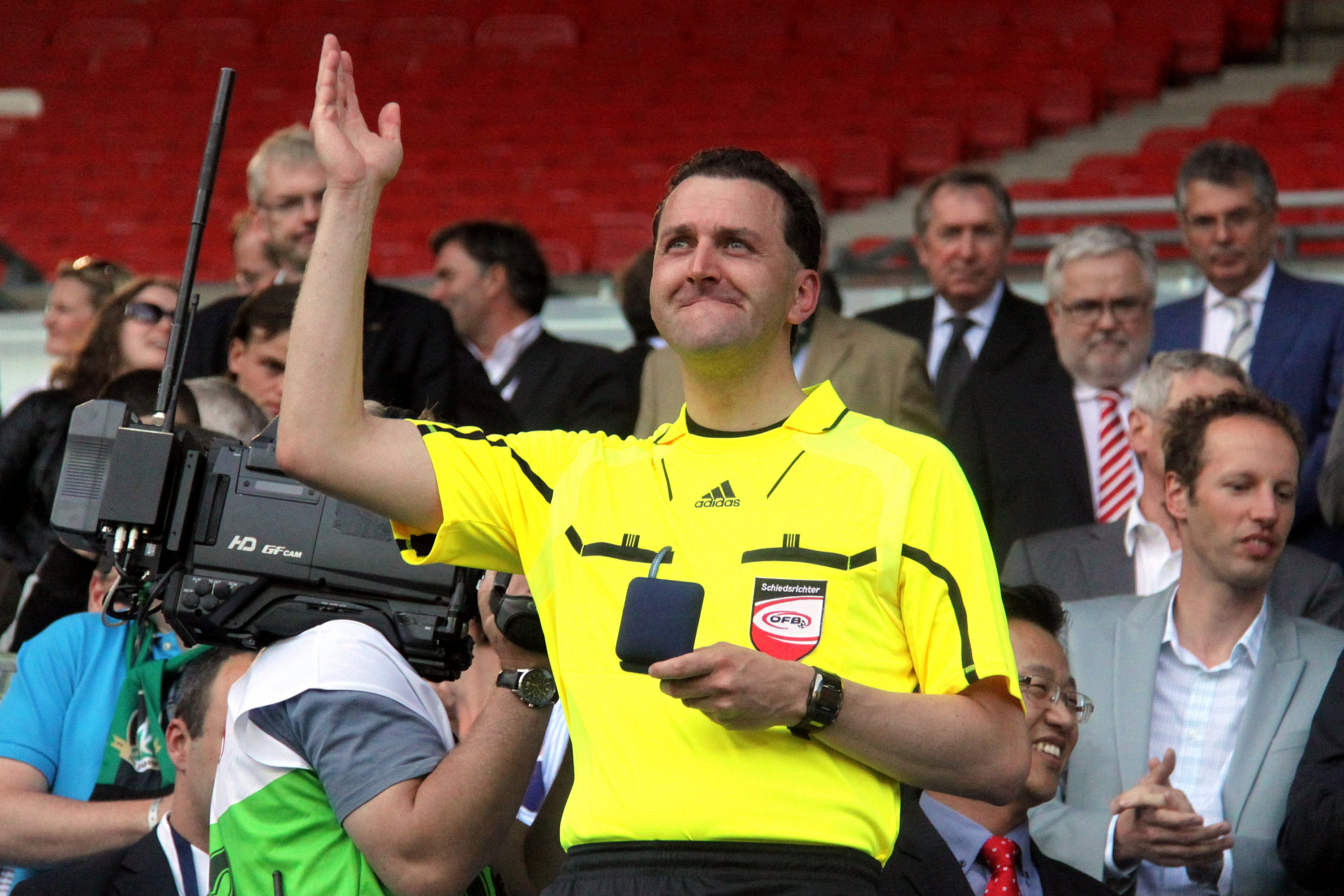
Thomas Einwaller bei der Ehrung nach dem von ihm geleiteten ÖFB-Cupfinale 2012

Thomas Einwaller (* 25. April 1977 in Scheffau am Wilden Kaiser) ist ein ehemaliger österreichischer Fußballschiedsrichter und nunmehriger Fußballfunktionär. 
Zwischen 2001 und 2012 leitete er 60 Spiele der Zweiten Liga und 118 Spiele der österreichischen Fußball-Bundesliga sowie zwei Spiele der Schweizer Axpo Super League. Ab der Saison 2005/06 wurde er internationaler FIFA-Schiedsrichter und war als solcher bereits in der UEFA Champions League, der UEFA Europa League und bei den Olympischen Spielen 2008, als auch bei der Qualifikation zur Fußball-Europameisterschaft 2008 und zur Fußball-Weltmeisterschaft 2010 im Einsatz. Ein Höhepunkt seiner Karriere war das Spiel um die Bronzemedaille in Peking bei den Olympischen Spielen 2008 zwischen Belgien und Brasilien.
Nach Beendigung seiner aktiven Laufbahn wird Einwaller als Schiedsrichterbeobachter in der Bundesliga eingesetzt.
Er lebt in Scheffau am Wilden Kaiser und ist hauptberuflich Angestellter bei einem Kreditinstitut. Mit seiner Frau Monika Einwaller, einer österreichischen Sportschützin, hat er zwei Kinder.